# Manuel Palau Boix
Manuel Palau Boix (Alfara del Patriarca, 4 de enero de 1893-Valencia, 18 de febrero de 1967) fue un compositor y pedagogo español.
Estudió en el Conservatorio de Valencia, del que fue, desde 1919, profesor de Historia de la Música, y más tarde, en 1939, de composición e instrumentación y finalmente, a partir de 1951, director. Había recibido, por correspondencia, en París lecciones de Ravel y Charles Koechlin o Jacques Ibert. En la mayor parte de su obra se acusa esta influencia de los impresionistas franceses, que compensó con una inclinación por la lírica popular de la Comunidad Valenciana, que inspiró muchas de sus partituras.
Francisco José León Tello lo definió como un compositor en el que se caracterizaba su universalidad: "Lejos de encasillarse en una técnica formulística caducada, ha seguido el desarrollo del arte de su siglo y ha sentido la necesidad de encontrar una técnica nueva que responsiese a su propia sensibilidad."
Su labor de compositor fue extraordinariamente activa habiendo escrito un elevado número de obras de cámara, más de cien canciones, un concierto para guitarra y orquesta y dos para piano y orquesta; tres sinfonías y otras partituras corales, para el ballet y el teatro lírico como la ópera Maror. Obtuvo a lo largo de su vida innumerables distinciones, siendo por dos veces ganador del Premio Nacional de Música (en 1927 y 1945) y de otros muchos concursos. En toda su producción gravita tanto la sensibilidad de un músico que buscó la belleza en los cánones de los clásicos mediterráneos, como la preparación del musicólogo perfectamente enterado de la historia evolutiva de su arte.
De los estrenos de su música se hicieron eco los diarios de la época y se le llegó a definir como un compositor de la más rica sustancia y más sólida técnica del momento.
Aunque parte de sus composiciones no son conocidas, algunas de ellas, como el Concierto Levantino para guitarra, la Marcha burlesca y Danses valencianes para orquesta; la Sonatina valenciana y los Breves preludios para piano, le definen como un compositor mediterráneo y universal al mismo tiempo. "Para la práctica totalidad de los músicos valencianos, Palau era un músico moderno. Las técnicas compositivas por él empleadas, eran punteras en Valencia".
Según María Teresa Oller, Manuel Palau era un músico moderno de manera espontánea, natural, porque su modernidad era en él algo innato y porque el mensaje que enviaba por medio de su música era nuevo, con toda la extensión de la palabra.
La labor de Palau en el campo del ensayo y la investigación musical fue importante, siendo director del Instituto Valenciano de Musicología y del Instituto Alfonso el Magnánimo de Valencia, habiendo exhumado numerosas partituras, obras polifónicas del siglo XVII y más de 1500 motivos folklóricos, entre ellos la música completa del Misteri d'Elx, escribiendo numerosos ensayos y análisis sobre el tema. Esta actividad no le impidió dedicarse a un constante estudio del fenómeno musical contemporáneo, atento a sus últimas realidades. Además de publicar muchos escritos sobre música antigua y actual, se ocupó de su problemática, pronunciando conferencias, dirigiendo a la orquesta la interpretación de las obras y publicando constantemente artículos periodísticos.

## Obras
Entre sus obras más destacadas, figuran:

### Música escénica
- Amor torna, 1920
- Beniflors, 1921
- A vora mar, 1922
- Lliri blau, 1938
- Sino, 1939
- Joyel, 1947
- Maror, 1956. Estrenada en el Palacio de la Música y Congresos de Valencia en 2002

### Música orquestal
- Tres dances valencianes, 1921
- Tres impresiones orquestales, 1922-23
- Poemas de juventud, 1927
- Siluetas, 1927
- Marcha burlesca, 1936
- Poemes de llum, 1935-36
- Divertimento, 1937-38
- Mascarada sarcástica, 1939
- Sinfonía nº 1 en mi menor
- Sinfonía nº 2 en re mayor "Murciana", 1944
- Tríptico catedralicio, 1955-56